# Alejandro Soto
Alejandro Soto Reyes (Cusco, 24 de mayo de 1960) es un abogado y político peruano. Es congresista de la república para el periodo 2021-2026 y  fue presidente del Congreso de la República para el periodo anual de sesiones 2023-2024.

## Biografía
Alejandro nació el 24 de mayo de 1960 en el distrito peruano de Santiago. 
Realizó su formación primaria y secundaria en su ciudad natal. Se graduó de abogado en 1990, por la Universidad Andina del Cusco. Tiene estudios de posgrado en Derecho Civil y Procesal Civil por la Universidad Nacional de San Antonio Abad del Cusco.

### Trayectoria laboral
Se desempeñó como comunicador al mantener durante veinte años el programa de opinión Ronda política en la cadena televisiva local Compañía de Televisión Cusqueña (CTC), no estando libre de controversias por su forma de actuar. Precisamente, su presencia en dicho medio televisivo fue un factor determinante durante su campaña para ser elegido congresista de la república. Tanto es así que en los disturbios que se dieron en la ciudad del Cusco en diciembre de 2022 las turbas incendiaron el local de dicha televisora.
Generó polémica al entrevistarse a sí mismo en su programa televisivo.

## Carrera política
Su primera participación política se dio en las elecciones municipales de 1995 cuando fue elegido como regidor del distrito de Santiago por la lista indepediente n.º 17: Inka Pachakuteq. Fue reelegido para ese cargo en las elecciones de 1998 como parte del denominado Frente Amplio. 
En las elecciones de 2002, intentó su elección como regidor de la Municipalidad Provincial del Cusco por el Movimiento Independiente Cusco Inmortal, sin obtener la representación. Cargo que sí obtuvo en las elecciones de 2006 cuando postuló por el Movimiento Político Independiente Cusco en Acción. Sin embargo, fue suspendido en el mismo por haber sido inhabilitado por el Jurado Nacional de Elecciones.
En 2008 se afilió al partido Alianza para el Progreso, liderado por César Acuña.

### Congresista
Fue electo congresista en las elecciones parlamentarias de 2021, en representación de Cusco, por el partido Alianza para el Progreso. Fue posesionado el 27 de julio del mismo año. Durante su representación como congresista, hasta junio de 2023, se registraba su participación en 426 proyectos de ley y de resoluciones legislativas llegando a ser vocero de la bancada de APP.

### Presidente del Congreso
En julio de 2023, fue presentado como candidato a la presidencia del Congreso de la República acompañado de Hernando Guerra-García a la primera vicepresidencia, Waldemar Cerrón en la segunda vicepresidencia y Rosselli Amuruz en la tercera vicepresidencia. El 26 de julio, Soto fue elegido como presidente del Congreso de la República, derrotando a su contrincante Luis Aragón, de Acción Popular, para el periodo anual de sesiones 2023-2024.

## Controversias
En 2014, el Primer Juzgado de Paz Letrado sentenció a pagar una reparación por obtener dietas de forma irregular como regidor en la municipalidad de Santiago, lo cual demoró diez años en completar. Además, la Primera Sala Penal Liquidadora de Cusco sentenció a Alejandro Soto a cuatro años de prisión por el delito de peculado cuando formaba parte de la Municipalidad Distrital de Santiago de Cusco.
Además, Soto participó de una ley de prescripción de procesos judiciales, por la que él mismo votó para su aprobación. La Ley 31751 se aprobó en mayo de 2023 y su objetivo fue evitar ser sentenciado en el juicio por el delito de estafa y falsedad genérica. A la medida, que permitió prescribir del delito de negociación incompatible de Vladimir Cerrón, fue criticada por la expresidenta del Tribunal Constitucional Marianella Ledesma. La congresista Sigrid Bazán propuso derogar tal estatuto bautizado como «ley Soto». Finalmente, en noviembre de ese año, el Corte Suprema del Poder Judicial declaró de inaplicable la Ley 31751. A pesar de su inaplicación, el gobierno de Dina Boluarte ratificó esa ley.

### Investigaciones por concusión y cohecho durante su mandato parlamentario
En agosto de 2023, la Fiscalía de la Nación inició investigaciones por presuntos actos de concusión por parte de trabajadores de su despacho parlamentario para promocionar sus actividades en su página de Facebook. Estos presuntos actos fueron posteriormente declarados por el exasesor del Ministerio Público y testigo en el escándalo institucional, Jaime Villanueva, cuando se intentaba archivar su investigación.
En 2024, luego de revelar declaraciones sobre conflictos de intereses, el Ministerio Público realizó nuevas investigaciones por los presuntos delitos de cohecho pasivo impropio y cohecho activo específico en su participación durante el juicio político a la Junta Nacional de Justicia.

### Revisión de doctorado
En septiembre de 2023, Soto admitió que su tesis de doctorado no fue revisada con anterioridad por Turnitin, luego que esta herramienta antiplagio identificó en ese año alrededor el 67 % de coincidencias con otros textos. El rector de la Universidad Nacional de San Antonio Abad, Eleazar Crucinta Ugarte, desconoció la revisión y aprobación de aquella tesis donde egresó Soto. Días después de reportarse aquella irregularidad, el decano de la universidad anunció tomar represalias.